# Bavuudorjiin Baasankhüü
Bavuudorjiin Baasankhüü (født 1999) er en mongolsk judoka.
Hun repræsenterede Mongoliet under sommer-OL 2024 i Paris, hvor hun vandt sølv i 48-kilosklassen.